# غيغاسر (مقاطعة فومن)
غيغاسر (بالفارسية: گیگاسر) هي قرية تقع في غيلان في إيران. يقدر عدد سكانها بـ 674 نسمة بحسب إحصاء 2016.